# Садат-Махале (Отаквар)
Садат-Махале (перс. ساداتمحله) — село в Ірані, у дегестані Отаквар, у бахші Отаквар, шагрестані Лянґаруд остану Ґілян. За даними перепису 2006 року, його населення становило 268 осіб, що проживали у складі 74 сімей.

## Клімат
Середня річна температура становить 11,69°C, середня максимальна – 29,74°C, а середня мінімальна – -7,81°C. Середня річна кількість опадів – 200 мм.
| Клімат поселення                              | Клімат поселення | Клімат поселення | Клімат поселення | Клімат поселення | Клімат поселення | Клімат поселення | Клімат поселення | Клімат поселення | Клімат поселення | Клімат поселення | Клімат поселення | Клімат поселення | Клімат поселення |
| Показник                                      | Січ.             | Лют.             | Бер.             | Квіт.            | Трав.            | Черв.            | Лип.             | Серп.            | Вер.             | Жовт.            | Лист.            | Груд.            |                  |
| Середній максимум, °C                         | 5,24             | 6,58             | 10,72            | 16,58            | 21,82            | 27,76            | 29,74            | 28,89            | 25,34            | 18,79            | 12,25            | 6,73             |                  |
| Середня температура, °C                       | −1,28            | 0,06             | 4,19             | 10,06            | 15,28            | 21,24            | 24,57            | 23,73            | 20,17            | 13,64            | 7,08             | 1,55             |                  |
| Середній мінімум, °C                          | −7,81            | −6,47            | −2,34            | 3,54             | 8,76             | 14,72            | 19,40            | 18,56            | 15,00            | 8,46             | 1,91             | −3,61            |                  |
| Норма опадів, мм                              | 27               | 28               | 38               | 26               | 21               | 5                | 3                | 2                | 2                | 12               | 16               | 20               |                  |
| Середньомісячна швидкість вітру, м/с          | 1.79             | 2.30             | 3.00             | 3.11             | 2.88             | 2.63             | 2.61             | 2.31             | 2.15             | 2.10             | 1.82             | 1.52             |                  |
| Середньомісячна сонячна радіація, кДж/м²·день | 9186             | 11739            | 14593            | 18065            | 21858            | 25978            | 25696            | 23532            | 20031            | 14898            | 11022            | 8888             |                  |
| --------------------------------------------- | ---------------- | ---------------- | ---------------- | ---------------- | ---------------- | ---------------- | ---------------- | ---------------- | ---------------- | ---------------- | ---------------- | ---------------- | ---------------- |
| Джерело:                                      |                  |                  |                  |                  |                  |                  |                  |                  |                  |                  |                  |                  |                  |